# قلعه‌رستم (ازنا)
قلعه‌رستم روستایی از توابع بخش مرکزی شهرستان ازنا در استان لرستان ایران است.

## جمعیت
این روستا در دهستان سیلاخور شرقی قرار دارد و براساس سرشماری مرکز آمار ایران در سال ۱۳۸۵، جمعیت آن ۶۵۸ نفر (۱۳۰ خانوار) بوده‌است. اهالی این روستااز ایل بختیاری و از طایفه سالاروند باب میوند چهارلنگ بختیاری هستند.